# Epitrimerus succisae
Epitrimerus succisae är en spindeldjursart som beskrevs av Roivainen 1947. Epitrimerus succisae ingår i släktet Epitrimerus, och familjen Eriophyidae. Arten är reproducerande i Sverige.